# Go Ahead in het seizoen 1970/71
Het seizoen 1970/1971 was het 17e jaar in het bestaan van de Deventerse betaaldvoetbalclub Go Ahead. De club kwam uit in de Eredivisie en eindigde daarin op de zevende plaats. Tevens deed de club mee aan het toernooi om de KNVB Beker, hierin werd in de tweede ronde verloren van ADO (0–1).

## Wedstrijdstatistieken

### Eredivisie
|       | ADO   | Ajax  | AZ '67 | DWS   | Excelsior | Feijenoord | Haarlem | Holland Sport | MVV   | NAC   | N.E.C. | PSV   | Sparta | Telstar | FC Twente '65 | FC Utrecht | Volendam |
| ----- | ----- | ----- | ------ | ----- | --------- | ---------- | ------- | ------------- | ----- | ----- | ------ | ----- | ------ | ------- | ------------- | ---------- | -------- |
| Thuis | 3 – 0 | 4 – 1 | 2 – 0  | 0 – 0 | 3 – 0     | 1 – 2      | 1 – 1   | 4 – 0         | 1 – 0 | 4 – 3 | 2 – 2  | 3 – 3 | 0 – 1  | 3 – 1   | 1 – 0         | 2 – 0      | 0 – 0    |
| Uit   | 3 – 0 | 5 – 1 | 0 – 1  | 2 – 1 | 0 – 2     | 3 – 0      | 0 – 0   | 2 – 2         | 0 – 1 | 3 – 1 | 2 – 1  | 2 – 1 | 1 – 2  | 0 – 1   | 2 – 0         | 4 – 1      | 0 – 0    |

### KNVB Beker
| 1e ronde                                           | Go Ahead                                                                                                | 9 – 2 (4 – 2) | Veendam                                   |
| 16 augustus 1970 Plaats: Deventer De Adelaarshorst | Ruud Geels 4', 36' Dick Beek 40', 46', 67' Gerrie de Winkel 44' Ruud Geestman 78' Oeki Hoekema 87', 89' |               | 20' Jan Blijham 28' (pen.) Bennie Specken |
| 1e ronde                                           | Go Ahead                                                                                                | 0 – 1 (0 – 0) | ADO                                       |
| 8 november 1970 Plaats: Deventer Vetkampstraat     | |               | 65' Wietze Couperus                       |

## Statistieken Go Ahead 1970/1971

### Eindstand Go Ahead in de Nederlandse Eredivisie 1970 / 1971
| Stand | Gespeeld | Gewonnen | Gelijk | Verloren | Punten | Doelpunten voor | Doelpunten tegen |
| ----- | -------- | -------- | ------ | -------- | ------ | --------------- | ---------------- |
| 7e    | 34       | 15       | 8      | 11       | 38     | 49              | 43               |

### Topscorers
| #                 | Naam                | Goal |
| ----------------- | ------------------- | ---- |
| 1.                | Ruud Geels          | 17   |
| 2.                | Oeki Hoekema        | 14   |
| 3.                | Henk Koenders       | 3    |
| 3.                | Jan Smid            | 3    |
| 5.                | Bert van Marwijk    | 2    |
| 5.                | John Oude Wesselink | 2    |
| 5.                | Henk Warnas         | 2    |
| 8.                | Dick Beek           | 1    |
| 8.                | Josef Jelínek       | 1    |
| 8.                | Gerard Somer        | 1    |
| 8.                | Lambert Verdonk     | 1    |
| 8.                | Gerrie te Winkel    | 1    |
| Onbekend doelpunt |                     |      |
| –                 | Onbekend            | 1    |
| Totaal            | Totaal              | 49   |

| #      | Naam             | Goal |
| ------ | ---------------- | ---- |
| 1.     | Dick Beek        | 3    |
| 2.     | Ruud Geels       | 2    |
| 2.     | Oeki Hoekema     | 2    |
| 4.     | Ruud Geestman    | 1    |
| 4.     | Gerrie de Winkel | 1    |
| Totaal | Totaal           | 9    |

## Voetnoten
ADO ·
Ajax ·
AZ '67 ·
DWS ·
Excelsior ·
Feijenoord ·
Go Ahead ·
Haarlem ·
Holland Sport ·
MVV ·
NAC ·
N.E.C. ·
PSV ·
Sparta ·
Telstar ·
FC Twente '65 ·
FC Utrecht ·
Volendam